# Плачинда (Тарутинский район)
Плачинда — село, входящее в состав Новотарутинского сельского совета Тарутинского района Одесской области Украины.

## История
Село Плачинда (ранее Иозефсдорф, нем. Josefsdorf) — лютеранское село, волостной центр Иозефсдорфской волости Бендерского уезда Бессарабской губернии, было основано в 1865 году. Располагалось к юго-западу от уездного города Бендеры. Лютеранский приход находился в селе Клястиц (ныне с. Весёлая Долина Весёлодолинского сельского совета Тарутинского района Одесской области Украины). Земли - 870 гектаров, а жителей по переписи: 335 (1870), 345 (1875), 298 (1886), 379 (1939), в основном немецкой национальности. 

В 1926 году село было переименовано и получило название Плачинда.